# Арвьё (Прованс — Альпы — Лазурный Берег)
Арвьё (фр. Arvieux, окс. Arvieus) — коммуна на юго-востоке Франции, регион Прованс — Альпы — Лазурный Берег, департамент — Верхние Альпы, округ — Бриансон. Входит в состав кантона Эгюий.
Код INSEE коммуны — 05007.

## Население
Население коммуны в 2008 году составляло 360 человек.
| 1962 | 1968 | 1975 | 1982 | 1990 | 1999 | 2008 |
| ---- | ---- | ---- | ---- | ---- | ---- | ---- |
| 411  | 412  | 324  | 351  | 338  | 355  | 360  |

## Экономика
Основу экономики составляет туризм. Также важную роль играют ремёсла (керамика, деревянные игрушки, резная мебель) и сельское хозяйство, в том числе производство сыра.
В 2007 году среди 231 человек в трудоспособном возрасте (15—64 лет) 194 были экономически активными, 37 — неактивными (показатель активности — 84,0 %, в 1999 году было 79,0 %). Из 194 активных работали 185 человек (109 мужчин и 76 женщин), безработных было 9 (4 мужчин и 5 женщин). Среди 37 неактивных 10 человек были учениками или студентами, 16 — пенсионерами, 11 были неактивными по другим причинам.

## Достопримечательности
- Церковь Сен-Лоран (XVI век), исторический памятник с 9 мая 1914 года
- Часовня Св. Марии Магдалины, исторический памятник с 4 октября 1932 года
- Приходская церковь Сен-Клод
- Часовня Сен-Пьер-Сен-Поль
- Часовня Сен-Марселлин (XVIII век)
- Часовня Сен-Рош (1715 год)
- Часовня Сен-Ромуальд (1789 год)
- Часовня Сен-Жак-ле-Мажёр
- Несколько солнечных часов

## Фотогалерея
- Озеро
- Церковь Сен-Лоран
- Мэрия
- Солнечные часы